# La leyenda de Korra (videojuego)
La leyenda de Korra (en inglés: The Legend of Korra) es un videojuego de acción-aventura y beat 'em up en tercera persona desarrollado por PlatinumGames y distribuido por Activision para las plataformas de vieja y nueva generación como lo son la Xbox 360, PlayStation 3, Xbox One, PlayStation 4 y Microsoft Windows en descarga digital exclusivamente. Está basado en la misma serie animada, La leyenda de Korra, transmitida en Nickelodeon. También se lanzó The Legend of Korra: A New Era Begins, otro juego disponible para la Nintendo 3DS en 2014.
Su fecha de lanzamiento fue el 21 de octubre de 2014 para Microsoft Windows, PlayStation 3 y PlayStation 4, mientras que, el 22 de ese mismo mes para Xbox 360 y Xbox One.

## Jugabilidad
Se trata de un título de acción en tercera persona donde el jugador debe combatir contra todo tipo de enemigos, algunos son personajes de la serie de televisión, mediante el uso de los elementos como el agua, tierra, aire y fuego.

## Argumento
La trama del juego transcurre entre la segunda y tercera temporada de la serie.

## Desarrollo
El juego es el primero de su serie, ya que, Activision dio a conocer que otro más se estaba desarrollando de la mano de Webfoot Technologies para la Nintendo 3DS. Aunque, a diferencia del otro juego es un título de estrategia por turnos.

## La leyenda de Korra: Una nueva era comienza
La leyenda de Korra: Una nueva era comienza (en inglés: The Legend of Korra: A New Era Begins) es un  videojuego aparte de estrategia por turnos desarrollado por Webfoot Technologies y distribuido por Activision para la Nintendo 3DS. Su fecha de salida fue el 28 de octubre de 2014, al igual que, el otro llevada de la mano de PlatinumGames y distribuida por la misma Activision. 

### Jugabilidad
Es un título en tercera persona de estrategia por turnos donde interviene el jugador para combatir enemigos conforme vaya avanzando a través de los diferentes poderes y habilidades. Además, se puede cambiar a su propio personaje cada uno de los distintos estilos que se van desbloqueando a lo largo del juego.

### Argumento
Con respecto al argumento, es una nueva historia original hecha por los creadores de la serie animada por televisión, misma donde los jugadores debe "detener un antiguo mal que ha surgido desde un portal y amenaza el equilibrio de ambos mundos".  

### Desarrollo
El juego lleva por nombre The Legend of Korra: A New Era Begins y se llegó a conocer a través de un listado que hizo llegar el sitio web de Amazon.